# Relient K (álbum)
Relient K é o álbum de estreia da banda homónima, lançado a 25 de Abril de 2000.
Algumas das músicas presentes são versões novas daquelas encontradas na primeira demo, All Work & No Play. Nas letras da banda, existem muitas referências aos princípios bíblicos.
| Críticas profissionais                                                      | Críticas profissionais |
| Avaliações da crítica                                                       | Avaliações da crítica  |
| Fonte                                                                       | Avaliação              |
| --------------------------------------------------------------------------- | ---------------------- |
| Jesus Freak Hideout                                                         | [ 2 ]                  |
| Exit Zine                                                                   | [ 3 ]                  |
| HM Magazine                                                                 | (sem nota)             |
| Esta tabela precisa de ser acompanhada por texto em prosa. Consulte o guia. |                        |

## Faixas
Todas as faixas por Matt Thiessen, Matt Hoopes, Brian Pittman e Stephen Cushman
1. "Hello McFly" – 2:49
2. "My Girlfriend" – 2:47
3. "Wake Up Call" – 3:19
4. "Benediction" – 1:39
5. "When You're Around" – 2:02
6. "Softer To Me" – 3:22
7. "Charles In Charge" – 2:39
8. "Staples" – 2:59
9. "Anchorage" – 0:22
10. "17 Magazine" – 3:06
11. "Balloon Ride" – 2:58
12. "Everything Will Be" – 3:31
13. "Nancy Drew" – 2:48
14. "K Car" – 12:12

## Créditos
- Matt Thiessen – Vocal, guitarra
- Matt Hoopes – Guitarra, vocal de apoio
- Brian Pittman – Baixo
- Stephen Cushman – Bateria